# Fonds national pour l'archéologie préventive
Le Fonds national pour l'archéologie préventive est un fonds de péréquation français destiné au financement de l'archéologie préventive en France. Il a été créé à la suite de la loi sur l'archéologie préventive du 3 août 2003. 
Il a pour but de contribuer au financement, sous certaines conditions, des opérations de fouilles archéologiques. Sa gestion est assurée par l'INRAP sous la forme d'un budget annexe à celui de cet établissement. Les décisions relatives à l'emploi des crédits sont toutefois prises par l'autorité administrative (préfectures de régions, ministère de la culture).

## Fonctionnement
Le Fonds est financé par le biais d'un prélèvement, fixé annuellement par « l'autorité administrative », sur le produit de la redevance d'archéologie préventive. Ce prélèvement ne peut être inférieur à 30 %.
En 2004, le FNAP n'a pas été mis en place par l'INRAP, chargé de son administration et qui le qualifie de « budget annexe ». Sa création effective remonte à l'exercice 2005. En 2004, devant la faiblesse du FNAP due à la mise en place récente de la RAP (redevance d'archéologie préventive recouverte en partie en DRAC et en partie dans les services d'urbanisme de l'État et des collectivités territoriales), une subvention exceptionnelle d'un montant de 10 M€ a été versée par le ministère de la Culture et de la Communication à l'INRAP au titre du FNAP. Une dotation identique a été versée à l'INRAP pour le FNAP en 2009 au titre du plan de relance (circulaire Balsamo de la Direction du Patrimoine, 10 juillet 2009).
Le FNAP joue le rôle de fonds de roulement pour l'INRAP comme on le trouve sous la plume du rapporteur du projet de Loi de finances 2011 au Sénat : « la perspective de désolidariser la gestion de l'INRAP et du FNAP, dont la trésorerie excédentaire a longtemps permis à la trésorerie unifiée INRAP-FNAP de demeurer positive ».
Le montant annuel du FNAP a été le suivant :
- 2005 : 12,6 M€
- 2006 :  19,9 M€
- 2007 :  19,7 M€
- 2008 :  20,23 M€
- 2009 :  31,5 M€

La moyenne annuelle du fonds s'établit ainsi à 20,8 M€. La gestion a toujours dégagé un solde positif (net 1,4 M€ sur l'exercice 2009) bien qu'un nombre important de dossiers ne puissent être honorés chaque année (63 en 2008 pour un total de17,48 M€ et 74 en 2009 pour 20 M€) pour un volume correspondant à une annuité du Fonds.
Le FNAP connaît, de par la loi, deux régimes de fonctionnement : le subventionnement (pour le cas où le coût d'une fouille pèserait sur l'économie générale du projet d'aménagement) et le régime de la prise en charge pour les cas d'exonération prévus par la réglementation (tels que la construction individuelle ou le logement social). Sur l'éligibilité d'un projet et les critères de ces régimes il convient de se reporter au Code du Patrimoine et de prendre conseil directement auprès des DRAC. Il existe une commission mixte (élus, administration, aménageurs) chargé de l'application du FNAP et des critères de subventionnement.
Il n'existe aucun rapport public sur le FNAP depuis sa création et l'on ignore à la fois le nombre des dossiers, leur nature, localisation ou la répartition géographique ou financière de leur montant, ni encore le type de fouille qu'ils concernent. Les rares chiffres publics disponibles indiquent toutefois qu'en 2005 59 dossiers FNAP ont été instruits (relevant à 100 % du régime de prise en charge) ce qui donne une moyenne de 200 k€ par dossier. Les données 2008 et 2009 relatives aux dossiers en souffrance sont identiques (270 k€). Sur cette base on peut évaluer que le FNAP assume annuellement environ 75 dossiers l'an (20,8 M€ / 270 k€). Les quelques données régionales disponibles attestent cependant de grandes variations dans le poids financier des dossiers. Devant une certaine inflation, une alerte a été donnée en juillet 2009 au sein des DRAC par la direction du Patrimoine du ministère de la Culture (circulaire Balsamo : « ... veiller au traitement prioritaire des dossiers portés par des particuliers ou des bailleurs sociaux. Plusieurs dossiers récents ont fait apparaître des prises en charge de fouille pour des montants très élevés (supérieurs à 1 M€). »).
En termes territoriaux, l'attribution régionale moyenne de crédits FNAP s'élève annuellement à près de 1 M€ (20,8 M€ pour 22 régions). La centaine de dossiers traités par le fonds signifie une occurrence annuelle moyenne d'une aide FNAP par département et par an pour un montant moyen de 270 k€. Ces données sont importantes pour les aménageurs et les élus. Dans le cas d'un projet affectant un site archéologique il est primordial de se dire que l'aide du FNAP est rare, et important de considérer l'éventualité, toujours privilégiée par les DRAC, que le site soit évité par l'aménagement (par des techniques courantes telles que la réorganisation du plan masse, des remblais de protection disposés sur le site, des fondations sur pieux espacés) ou que ce dernier élise un autre emplacement. Le FNAP n'est pas conçu pour fonctionner comme une assurance archéologique mais comme un fonds mutualisé d'aide aux rares cas où, l'évitement étant impossible, le conflit entre coûts archéologiques et économie du projet est patent.
À terme des évolutions pourraient toucher le FNAP : une transparence de gestion, une légère augmentation peut-être afin de résorber le différentiel annuel, une sortie de la gestion INRAP (la Redevance a suivi ce processus et se trouve gérée par l'État); une « révision » du FNAP et de la RAP a été évoquée au Conseil d'Administration de l'INRAP le 24 novembre 2009. Le FNAP est probablement concerné également par le rapport de l'IGFi (Inspection Générale des Finances) remis à l'automne 2010 au Premier Ministre et non encore rendu public : il est plus globalement question d'un élargissement de l'assiette de la RAP, d'une baisse de son taux – principes salutaires à tout impôt ou taxe fiscale – et de son insertion au sein d'une taxe d'urbanisme refondue (quelques informations transparaissent sur le site du Sénat).